# Luo Yutong
Luo Yutong (kinesiska: 罗玉通; pinyin: Luó Yùtōng), född 6 oktober 1985 i Huicheng, Huizhou, Guangdong, är en kinesisk simhoppare.